# Paradise Drifters
Paradise Drifters is een Nederlandse dramafilm uit 2020 onder regie van Mees Peijnenburg. De film, met in de hoofdrollen Tamar van Waning, Jonas Smulders en Bilal Wahib, ging in première op het International Film Festival Rotterdam en werd genomineerd voor drie Gouden Kalveren, waarvan er één werd verzilverd.

## Verhaal
Chloe raakt ongewenst zwanger en wordt verstoten door haar moeder. Ze ontvangt een adres in Barcelona waar ze in vrede kan bevallen, maar haar moeder zegt dat ze zelf maar moet uitzoeken hoe ze er komt. Lorenzo heeft het financieel zwaar en besluit om samen met Ivan drugs te smokkelen naar Marseille om wat geld te verdienen. De suïcidale Yousef heeft zijn ouders verloren en woont sindsdien in een woongroep met allerlei probleemkinderen. 
De drie problematische jongeren ontmoeten elkaar per toeval op een parkeerplaats langs de snelweg in Nederland. De liftende Chloe heeft er zojuist een nachtje doorgebracht in een motel samen met Yousef, die ze heeft ontmoet in de wasruimte op de parkeerplaats. Chloe en Youssef zitten zonder geld en hebben dringend een lift nodig. Het valt hen op dat Lorenzo onderweg is voor onzuivere praktijken en dwingen hem een lift af – als hij niet meewerkt dreigen ze naar de politie te stappen.
Het drietal rijdt naar Frankrijk, waar Lorenzo de drugs ophaalt en Ivan ontmoet. Ze brengen de avond feestend met strippers door. De volgende ochtend wordt Lorenzo wakker zonder de tas drugs – ook Ivan is nergens te bekennen. Ondertussen wordt Chloe naar het politiebureau gebracht waar ze wordt geïnformeerd dat Yousef om het leven is gekomen. In flashbacks leert de kijker dat hij zichzelf heeft verdronken in de zee.
Chloe overtuigt Lorenzo om de reis naar Spanje af te maken. Onderweg bouwen ze een hechte vriendschap op. Ze overweegt om haar baby te verkopen voor €15.000, maar besluit uiteindelijk om het kind alsnog te houden. Ze brengen hun dagen door in onzekerheid en overvallen mannen die Chloe aanzien voor een prostituee. Op gegeven moment komt Lorenzo, Ivan weer tegen die bij hem en Chloe in het appartement verblijft. Als Chloe hem opnieuw ziet stelen van Lorenzo terwijl die ligt te slapen, spreekt ze hem er op aan en knijpt Ivan haar keel dicht. Lorenzo wordt wakker van het geluid en gaat in gevecht met Ivan. Het tweetal overmeesterd Ivan en vervolgens is te zien hoe Lorenzo buiten in tranen uitbarst door het verraad van Ivan.
In een latere scene is te zien hoe Chloe de baby baart en uiteindelijk toch afstaat voor het geld. Ze huilt in de armen van Lorenzo. De film eindigt met Lorenzo en Chloë bij een meer, waar ze beiden keihard beginnen te schreeuwen als ontlading van alle nare dingen die ze hebben meegemaakt.

## Rolverdeling
- Tamar van Waning als Chloe
- Jonas Smulders als Lorenzo
- Bilal Wahib als Yousef
- Joren Seldeslachts als Ivan
- Camilla Siegertsz als Chloe's moeder
- Steef Cuijpers als Chloe's stiefvader
- Micha Hulshof als Cor
- Oussama Ahammoud als jongen in woongroep
- Zoé van Weert, als vechtende vrouw

## Productie
De film was voor regisseur Mees Peijnenburg zijn lange speelfilmdebuut. Peijnenburg maakte eerder een film Geen koningen in ons bloed over het thema jeugdzorg en ontmoette ter voorbereiding voor die film jongeren in opvangtehuizen en daklozenopvang. Hij baseerde de personages in deze film op de jongeren die hij toen ontmoette.
Peijnenburg overwoog om niet-professionele acteurs te casten in de hoofdrollen. Smulders en Wahib, met wie Peijnenburg eerder had samengewerkt, werden al vroeg aangesteld in hun rollen. De zoektocht naar de geschikte actrice om Chloe te vertolken duurde langer: Van Waning werd uiteindelijk gecast nadat Peijnenburgs vriendin Gaite Jansen haar zag in het televisieprogramma Dream School en haar voordroeg.
De film werd in 2018 op locatie in onder andere Marseille en Barcelona opgenomen.

## Release
De film werd aangemeld bij prestigieuze filmfestivals zoals het International Film Festival Rotterdam en het Internationaal filmfestival van Berlijn. 
Een grootschalige bioscooprelease met een grote promotiecampagne stond gepland in april 2020, maar deze kwam te vervallen vanwege de coronapandemie en de sluitingen van bioscopen.
Een kleinschalige landelijke release volgde uiteindelijk in september 2020.

## Ontvangst
De film kreeg overwegend positieve kritieken, al was niet elk criticus tevreden over het eindresultaat. Recensent van De Volkskrant beoordeelde de film met vier uit vijf sterren: "Moeiteloos neemt debutant Peijnenburg je met [de personages] op sleeptouw, dankzij een scenario dat soepel tussen de drie perspectieven switcht en precies genoeg verheldert of onbesproken laat. [..] Soms is de plot voorspelbaar, maar net als de gefragmenteerdheid van het geheel past dat goed bij de personages en hun talent om ieder houvast te verliezen. Dat Paradise Drifters ondanks alles in hen blijft geloven, is wat de film zo gedenkwaardig en gevoelig maakt."
Criticus van Trouw beoordeelde de film met drie uit vijf sterren: "Peijnenburgs ambitie om met weinig woorden een ‘explosieve en emotionele rollercoaster’ te maken, wordt toch niet waargemaakt. Natuurlijk, de beelden van cameraman Jasper Wolf zijn om in te lijsten. [..] De zwerfhondenanalogie ligt er tenslotte iets te dik bovenop, door Chloe en Lorenzo slechts enkele woorden of korte zinnetjes te laten uitbraken. Jammer, want Peijnenburg zit in principe wel op het goede spoor."
Recensent van Het Parool schreef: "Zwartgallig en lichtvoetig wisselen elkaar soms wel heel makkelijk af en het einde is weinig origineel. Dat neemt niet weg dat het slechts 85 minuten durende Paradise Drifters een bevestiging is van Peijnenburgs talent; een rauwe roadmovie en een wrang sprookje ineen, een branievolle film over solidariteit en volwassenwording én een intens inkijkje in de levens van strijdbare krabbelaars, op zoek naar liefde en genegenheid."

## Prijzen en nominaties
| Jaar | Prijs         | Categorie               | Genomineerde(n)  | Uitslag     |
| ---- | ------------- | ----------------------- | ---------------- | ----------- |
| 2020 | Gouden Kalf   | Beste Mannelijke Bijrol | Bilal Wahib      | Gewonnen    |
| 2020 | Gouden Kalf   | Beste Acteur            | Jonas Smulders   | Genomineerd |
| 2020 | Gouden Kalf   | Beste Camera            | Jasper Wolf      | Genomineerd |
| 2020 | Zilveren Beer | Beste Film              | Mees Peijnenburg | Genomineerd |